# United States Basketball Writers Association
L'United States Basketball Writers Association (dite USBWA, association des journalistes de basket-ball aux États-Unis) est fondé en 1956 par Walter Byers. Cette association regroupe et défend les journalistes sportifs de basket-ball universitaire aux États-Unis .
Elle est connue pour sélectionner le joueur et la joueuse NCAA de l'année. La récompense masculine est appelée le Trophée Oscar Robertson. Établi en 1959, il est considéré comme la plus ancienne récompense individuelle du basket-ball universitaire.
The USBWA élit également le Freshman de l'année et l'entraîneur de l'année pour la NCAA masculine et féminine, la trophée masculin des entraîneurs étant nommé d'après le coach Henry Iba.